# شهرداری ایلیرسکا بیستریکا
شهرداری ایلیرسکا بیستریکا (به لاتین: Municipality of Ilirska Bistrica) یک منطقهٔ مسکونی در اسلوونی است که در اسلوونی واقع شده‌است. شهرداری ایلیرسکا بیستریکا ۴۸۰٫۰ کیلومتر مربع مساحت و ۱۳٬۹۲۳ نفر جمعیت دارد.